# Cukrovar Zbraslav
Cukrovar Zbraslav je zaniklý průmyslový areál v Praze, který se nacházel v konventu zbraslavského kláštera a jeho zahrad u slepého ramene Berounky.

## Historie
Když byl 24. září 1785 zbraslavský klášter zrušen dvorským dekretem za josefínských reforem, připadl náboženskému fondu. Ten roku 1787 budovu konventu, kostelík svatého Jana Křtitele a klášterní zahradu pronajal a roku 1796 prodal akciové společnosti vídeňských a pražských velkoobchodníků, kteří podnikali v rafinaci zámořského cukru. Tuto společnost zastupoval Josef Sauvaigne. Ten najal stavitele Jana Walchshofera, který klášterní prostory upravil: vysokou, bohatě zdobenou královskou síň v 1. patře konventu přeměnil na varnu a sušírnu cukru a do vymalovaných stěn dal vydlabat otvory a zasadit trámy, které síň rozdělily na tři patra. Refektář byl poté přeměněn na seník. První várku cukru zpracovala rafinerie 11. září 1787, provoz v bývalém klášteře pak pokračoval až do roku 1802.

### Antonín Richter

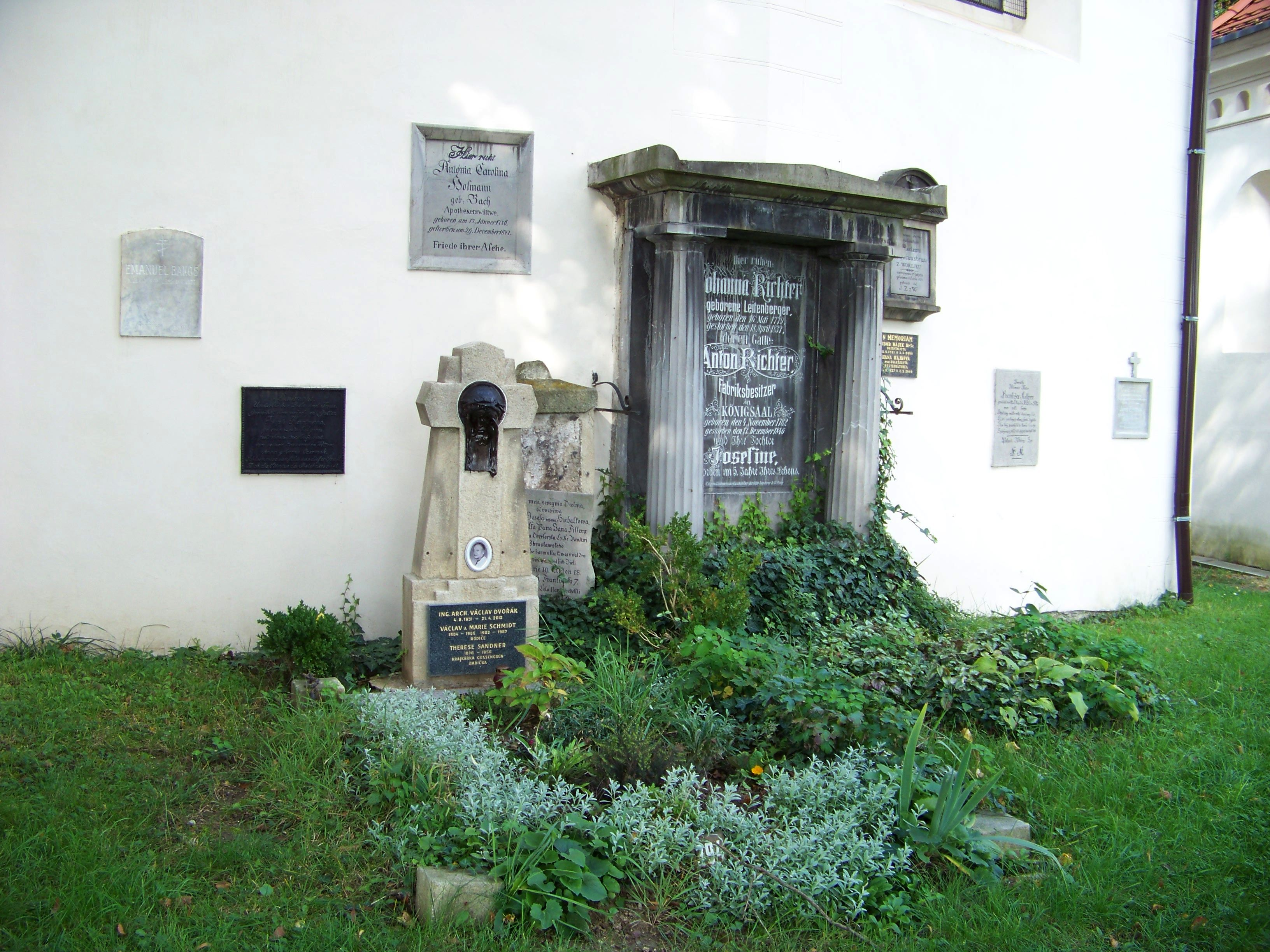
náhrobní deska Antonína Richtera

Roku 1812 koupil podnik Antonín Richter za 20.000 zlatých. Ještě téhož roku provedl universitní profesor Jan Kristián Mikan první pokusy s výrobou javorového a řepnéhu cukru. 20. srpna 1812 bylo Richterovi propůjčeno výhradní zemské privilergium na zpracování cizího surového cukru. Protože byla zrušena blokáda dovozu třtinového cukru, výroba cukru z řepy se dostala hned v prvním roce do ztráty. Firma se proto orientovala na jiné komodity - bavlnu a různé chemické výrobky. Richter odjel na jeden rok do Vídně a provozoval zde tiskárnu. Roku 1818 se vrátil  a za nových podmínek opět zpracovával třtinový cukr. V závodě také vyvíjel a vyráběl různé chemické výrobky: bělobu, dřevní ocet, mýdlo (od roku 1823), kyselinu dusičnou a chlorovodíkovou, sodu, spodium a další. Rafinerie zpracovávala surový třtinový cukr až do počátku 30. let 19. století, poté začala převažovat cukrová řepa. Roku 1824 byla cukerní rafinerie od ostatních výroby oddělena.
13. prosince 1846 Anton Richter zemřel a cukrovar převzal jeho syn, který ve výrobě pokračoval. Kromě toho zakládal spolky cukerního průmyslu: roku 1854 Vídeňský ústřední spolek a roku 1861 spolek asekurační.

### Ukončení výroby
Konec cukrovaru nastal přibližně v 60. letech 19. století. I když patřil ve své době mezi výrobně největší, jeho rozvoj byl omezen prostorem - byl uzavřen mezi řeku, klášter a pivovar, daleko od železnice. Také jej začal ohrožovat nástup nově vznikajících cukrovarů, které byly lépe stavebně a organizačně připravené a měly odlišný přístup k prostorovému uspořádání a přísunu surovin. Koncem 50. let navíc nastala první hospodářská krize nadvýroby cukru. Provoz zbraslavského cukrovaru byl ukončen a nedlouho poté Antonín Richter mladší zemřel.

### Kníže Karel Bedřich z Oettingen-Wallersteinu
Roku 1875 odkoupil kníže Karel Bedřich z Oettingen-Wallersteinu od rodiny Richterovy  konvent s cukrovarem a připojil jej ke dříve koupeným budovám prelatury (ty dal jeho otec stavebně upravit na zámek). Dal zbourat tovární komín, odklidil výrobní stroje a také nechal zbořit přistavěnou tovární budovu a původní gotický kostelík svatého Jana Křtitele, který sloužil cukrovaru jako sklad.
Budova konventu byla na počátku 20. století uvedena do původního stavu.